# 布特郡 (加利福尼亞州)
布特縣（英語：Butte County）是美国加利福尼亚州中央谷地的一個縣，面積4,344平方公里。根據2020年美國人口普查數字，共有人口21萬1,632人。縣治奧羅維爾（Oroville）。該郡成立於1850年，是加州建州時的縣之一，縣名來自薩特山，鄰近一個海拔達2,122英尺（647）的熔岩穹丘，在遍是平地的沙加緬度谷特別顯著。

## 地理

### 建制市镇
| 自治体（市/镇）            | 成立年份 | 人口（2018） |
| -------------------------- | -------- | ------------ |
| 比格斯（Biggs）            | 1903     | 2,066        |
| 奇科（Chico）              | 1872     | 94,776       |
| 格里德利（Gridley）        | 1905     | 7,224        |
| 奥罗维尔（Oroville）       | 1906     | 19,204       |
| 天堂／帕拉代斯（Paradise） | 1979     | 2,034        |

## 外部連結
- 山火後的打氣與關懷 北加比優特縣食物發放
- 北加州林火災民陷困境 現值卡解急難 （页面存档备份，存于）
- 對抗剩食危機 加州業者開發App救助弱勢 （页面存档备份，存于）
- 坎普山火二周年 初雪中毛毯送暖[]